# Gustaf Johansson (borgmästare)
Gustaf Alexander Johansson, född 16 maj 1896 i Skellefteå landsförsamling, Västerbottens län, död 30 april 1956 i Nordmalings kyrkobokföringsdistrikt, Västerbottens län, var en svensk borgmästare.
Johansson, som var son till rättaren O.P. Johansson och Anna Lovisa Holmgren, blev student vid Lunds universitet 1918 och juris kandidat vid Stockholms högskola 1924. Han genomförde tingstjänstgöring 1924–1927, blev biträdande jurist hos länsstyrelsen i Norrbottens län med olika förordnanden 1928, extra rådman i Luleå stad 1932, assessor där 1935, var borgmästare i Umeå stad 1939–1945 och verkställande direktör för Nordmalings Ångsågs AB från 1945.  
Johansson var i Luleå sekreterare hos olika nämnder och hos drätselkammaren, hos Norrbottens och Västerbottens handelskammare, ombudsman hos Riksbankens avdelningskontor, statens förlikningsman i sjunde distriktet 1937–1944 och ordförande i länsarbetsnämnden för Västerbottens län 1940–1944. Han är begravd på Skellefteå landsförsamlings kyrkogård.